# Duncan Cole
Duncan Cole (Birkenhead, 12 de julio de 1958 - Auckland, 21 de mayo de 2014) fue un futbolista inglés nacionalizado neozelandés que jugaba como mediocampista.
Durante su carrera se desempeñó en dos clubes, el North Shore United, con el que ganó la Liga Nacional en 1977, la Copa Chatham en 1978 y 1986 y el NZFA Challenge Trophy en 1987; y el Canberra City. En el ámbito internacional, representó a Nueva Zelanda en 58 partidos, incluidos tres en la Copa Mundial de 1982 celebrada en España.

## Carrera
Debutó en 1977 en el North Shore United, con el que ganó la Liga Nacional. Ganó la Copa Chatham en 1979 y firmó, en 1980, con el Canberra City de Australia. En 1982 volvió al North Shore, aunque ese mismo año regresaría nuevamente al club australiano, donde jugaría hasta 1983. A partir de 1984 comenzó su tercera etapa en el North Shore, en la que volvería a proclamarse campeón de la Copa Chatham en 1986 y ganaría la supercopa neozelandesa de ese entonces, el NZFA Challenge Trophy al año siguiente. Se retiró en 1988.
Falleció en Auckland, el 21 de mayo de 2014 a la edad de 55 años.

### Clubes
| Club               | País          | Año         |
| ------------------ | ------------- | ----------- |
| North Shore United | Nueva Zelanda | 1977 - 1979 |
| Canberra City      | Australia     | 1980 - 1981 |
| North Shore United | Nueva Zelanda | 1982        |
| Canberra City      | Australia     | 1982 - 1983 |
| North Shore United | Nueva Zelanda | 1984 - 1988 |

### Selección nacional
Cole debutó con la selección neozelandesa en un amistoso que los All Whites ganarían por 2-0 sobre Singapur, disputado el 1 de octubre de 1978. Fue parte de la exitosa campaña clasificatoria hacia el Mundial de 1982, en donde Nueva Zelanda eliminó a Australia en la primera ronda; venció por 13-0 a Fiyi, récord en eliminatorias que sería superado en 2001; y goleó 5-0 a Arabia Saudita cuando ese era el único resultado que le servía a los neozelandeses para obligar a un desempate ante China por un lugar en la Copa del Mundo. Ese partido sería ganado por los Kiwis 2-1 y significaría la primera clasificación a un Mundial para Nueva Zelanda. Cole disputó los tres encuentros que jugó su selección, que perdió en sus tres presentaciones ante Escocia 5-2, contra la Unión Soviética 3-0 y frente a  Brasil 4-0.
Dejaría la selección neozelandesa el mismo año que dio fin a su carrera, en 1988, luego de haber disputado 58 partidos y marcado 4 goles.

## Palmarés
| Título                | Club               | País          | Año  |
| --------------------- | ------------------ | ------------- | ---- |
| Liga Nacional         | North Shore United | Nueva Zelanda | 1977 |
| Copa Chatham          | North Shore United | Nueva Zelanda | 1978 |
| Copa Chatham          | North Shore United | Nueva Zelanda | 1986 |
| NZFA Challenge Trophy | North Shore United | Nueva Zelanda | 1987 |